# گورستان کرپشی
گورستان کِرِپِشی یا گورستان خیابان فیومه‎ (مجاری: Kerepesi úti temető یا Fiumei Úti Sírkert) یکی از مشهورترین و قدیمی‌ترین گورستان‌های بوداپست است که در سال ۱۸۴۷ تأسیس شده و اکنون تقریباً به‌طور کامل حفاظت‌شده‌است.

## نگارخانه

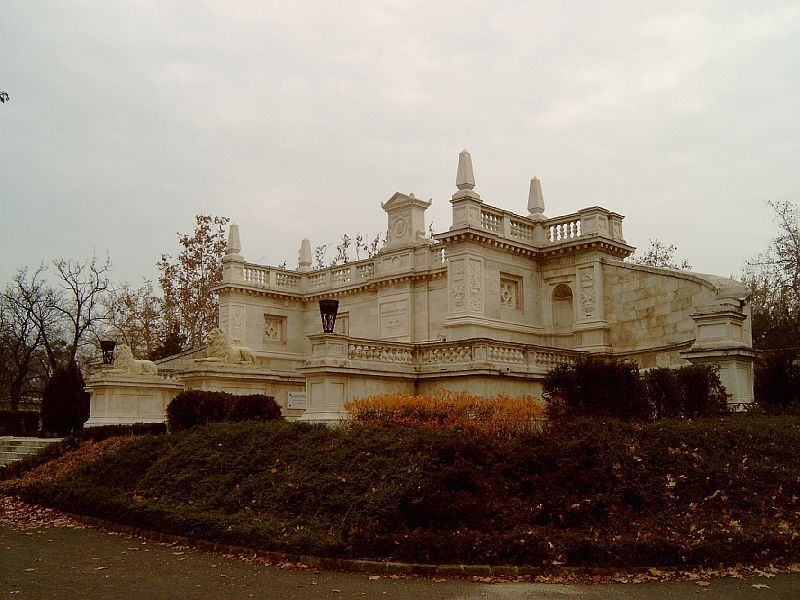
آرامگاه لایوش باتیانی
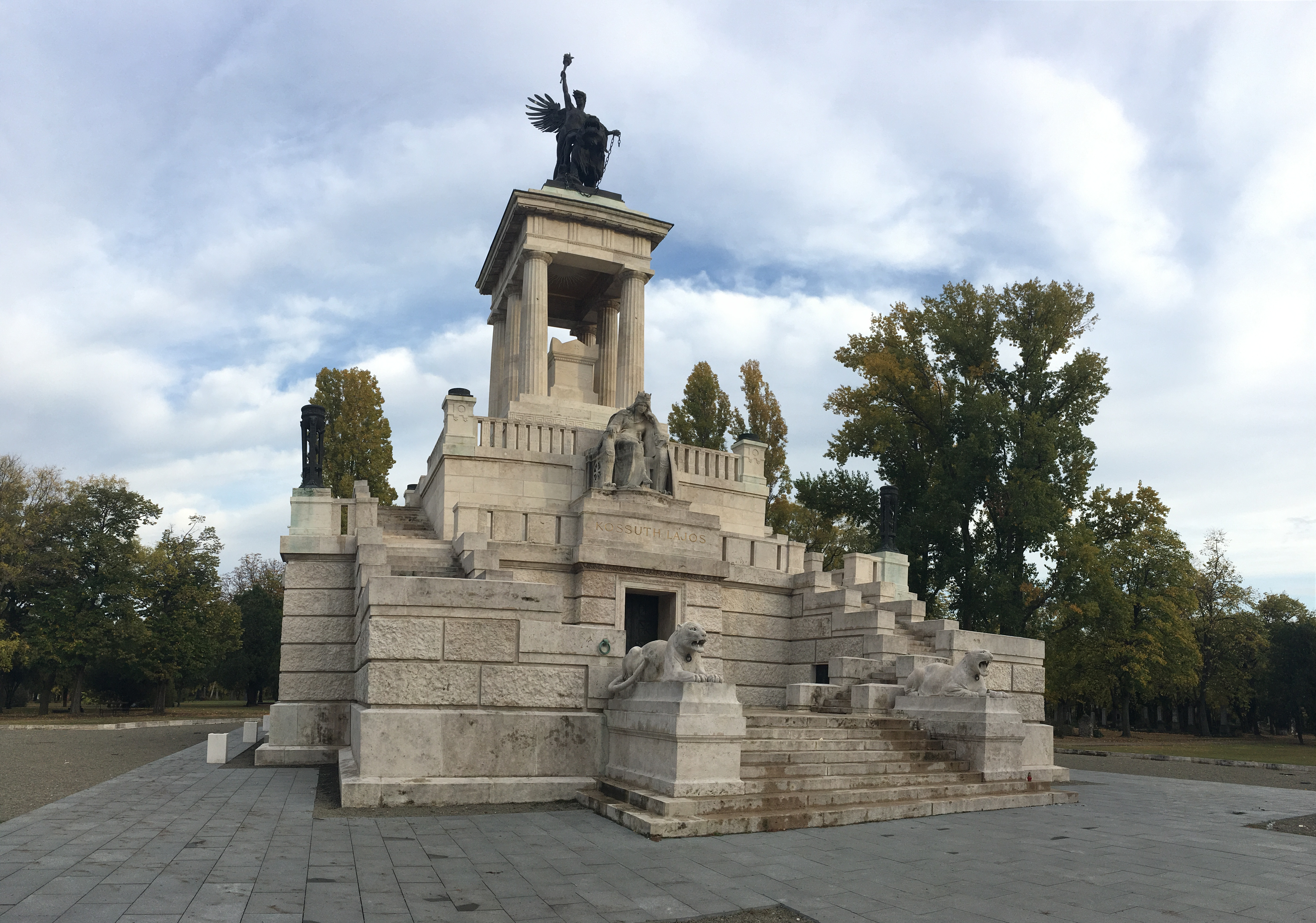
آرامگاه لایوش کشوت
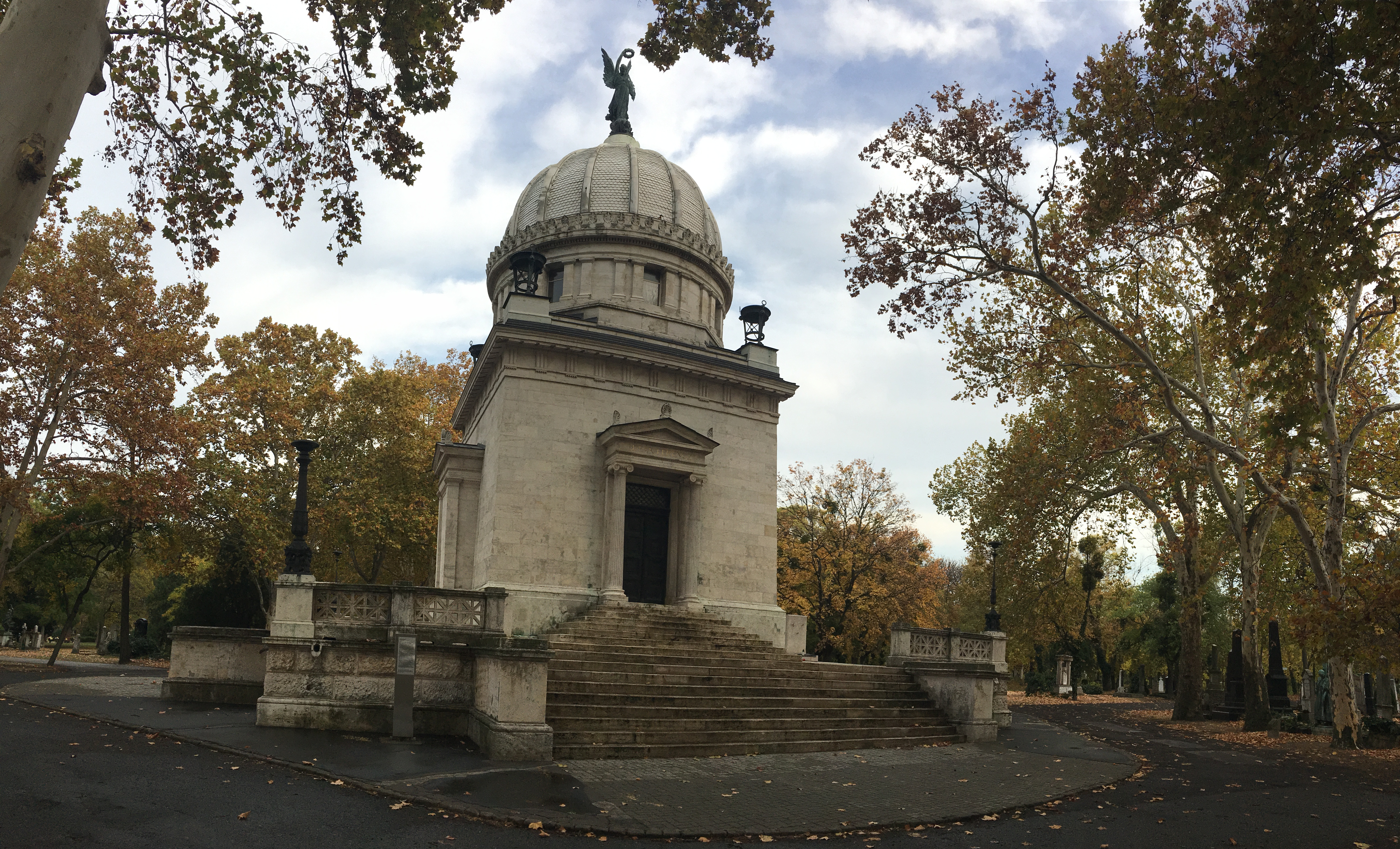
آرامگاه فِرنتس دئاک
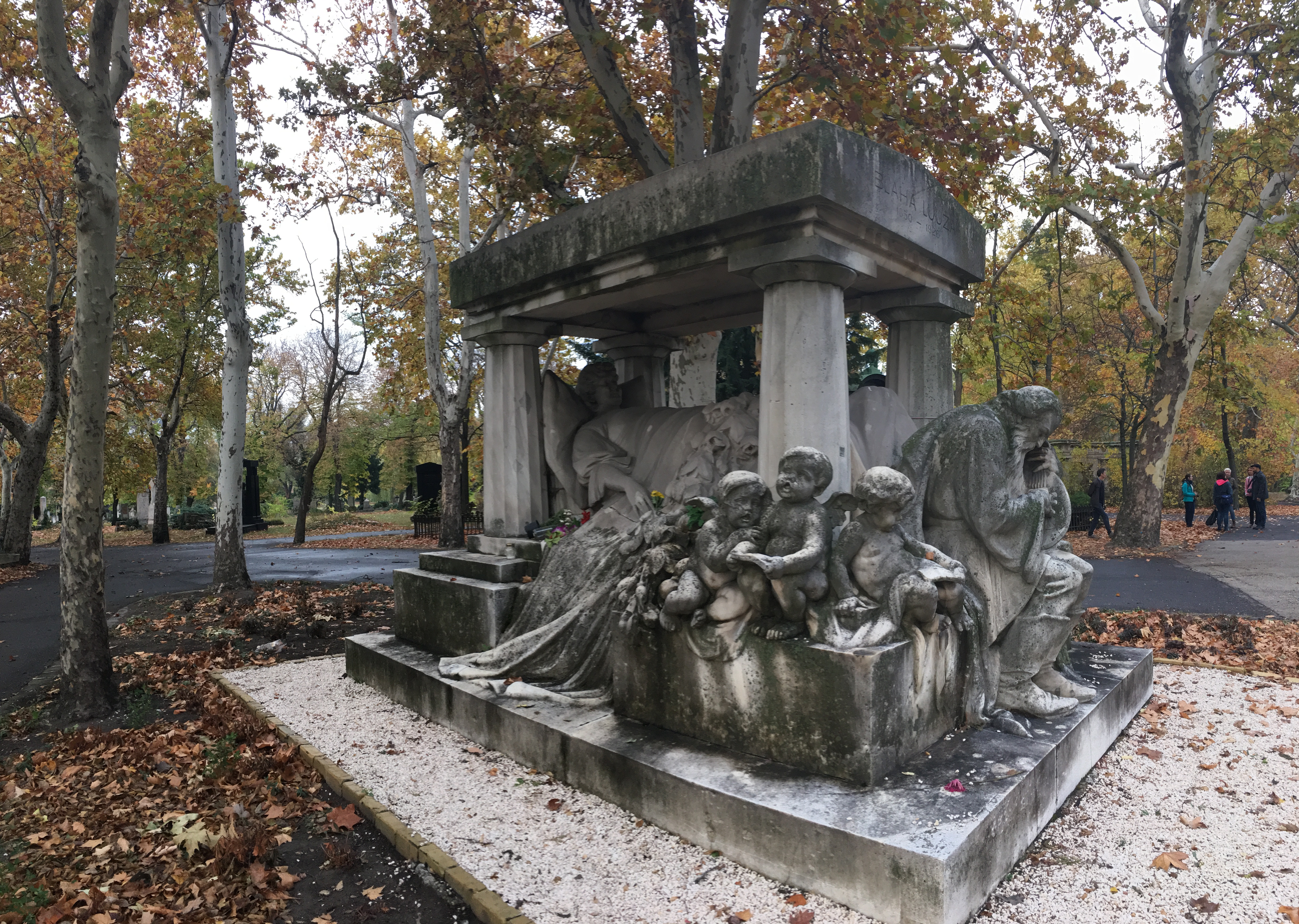
آرامگاه لوییزا بلاها
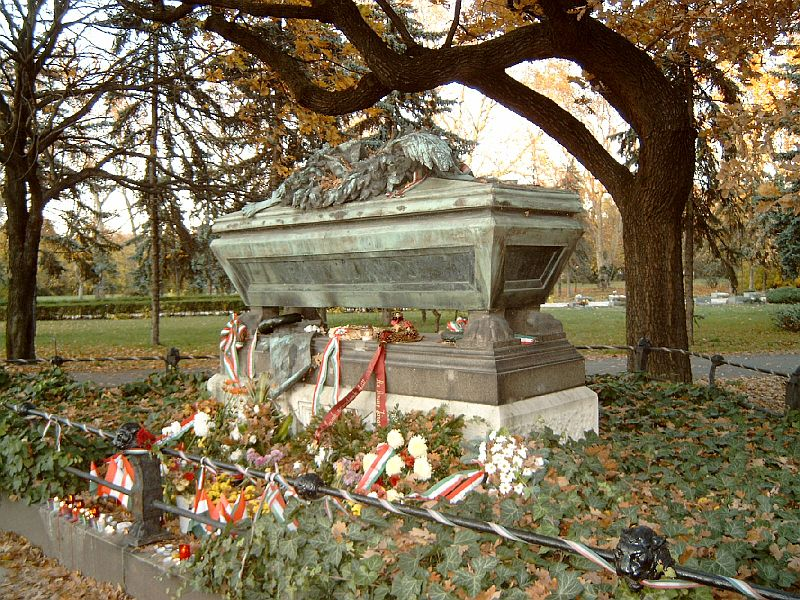
آرامگاه یانوش آرانی